# Nubi
Nubi (auch Ki-Nubi oder Kinubi) ist eine Sprache, die von etwa 25.000 Personen in Uganda, vor allem in der Umgebung von Bombo, und von etwa 15.500 Personen in Kenia, größtenteils in der Umgebung von Kibera, gesprochen wird. Es handelt sich um eine Kreolsprache mit arabischer Basis – 90 % des Wortschatzes sind vom Arabischen abgeleitet. Grammatik und Lautsystem weichen jedoch stark vom Arabischen ab.
Viele Sprecher des Nubi sind zweisprachig in Swahili oder Englisch. Obwohl manche Linguisten annehmen, dass der Name der Sprache vom Begriff Nubien abgeleitet ist, besteht kein Zusammenhang mit der nubischen Sprache.
Die Sprache hat ihren Ursprung im Süden des Sudans (heute Südsudan). Sie entstand im Laufe des 19. Jahrhunderts bei den arabischen Truppen des Emin Pascha. Etwa um 1900 etablierte es sich als eine unterscheidbare Varietät des sudanesischen arabischen Pidgin.